# Giuseppe Tripaldi
Giuseppe Tripaldi (Francavilla Fontana, 10 maggio 1942 – Roma, 11 giugno 2024) è stato un giornalista italiano.

## Biografia
Lavorò prima come caporedattore e poi come inviato speciale per l'Agenzia di stampa Ansa. 
Iscritto all'Ordine dei Giornalisti dal 1970, si formò alla scuola dei quotidiani di provincia specializzandosi nella politica estera con particolare attenzione alle istituzioni della Comunità Europea, svolgendo numerosi servizi giornalistici sull'attività del Parlamento e della Commissione.
Negli anni '70 e '80 lavorò al Corriere del Giorno, quotidiano di Taranto, al fianco di Giovanni Acquaviva, all'epoca direttore del giornale.
Nel 1987 entrò a far parte della redazione centrale dell'Ansa passando dalla politica estera a quella della difesa. Seguì le missioni italiane all'estero realizzando importanti servizi giornalistici.
Nel 1994 fu a Mogadiscio come inviato di guerra.
Nel 1997 fu il primo giornalista ad annunciare la notizia del rogo del Duomo di Torino e del salvataggio della Sindone. Nello stesso anno seguì da inviato speciale il terremoto di Umbria e Marche.
Nel 1998 raccontò la strage del Cermis.
Nel 1999, dopo il bombardamento della Nato sulla Federazione Jugoslava, fu inviato speciale in zona.
Nel 2001 entrò a far parte della redazione di Porta a Porta, programma condotto da Bruno Vespa.

## Premi e riconoscimenti
- Premio Ischia Internazionale di Giornalismo - Giornalista dell'anno Agenzie di Stampa 1999